# Карасинський лісовий заказник (Рівненська область)
Кара́синський зака́зник — лісовий заказник місцевого значення в Україні. Розташований у межах Сарненського району Рівненської області, на північний захід від села Карасин. 
Площа 267 га. Статус присвоєно згідно з рішенням Рівненського облвиконкому від 22.11.1983 року № 343 (зі змінами рішенням облвиконкому № 98 від 18.06.1991 року та рішенням облради № 1438 від 18.12.2009 року). Перебуває у віданні ДП «Сарненський лісгосп» (Карпилівське л-во, кв. 17, вид. 1-42, 44-46; кв. 18, вид. 1-23, 25-37; кв. 27, вид. 1, 2, 5-36; кв. 28, вид. 2-23). 
Статус присвоєно з метою збереження частини лісового масиву з вільхових та березових насаджень 20—85-річного віку. У підліску трапляються крушина ламка, горобина, ліщина звичайна. У трав'яному покриві — осоки, мохи. З лікарських рослин — багно, звіробій, місцями малина, суниця. 
У межах заказника розташоване «Озеро Стрільське» (гідрологічний заказник).